# Озеро на полонині Боржава (5 шт.)
О́зеро на полони́ні Боржа́ва — гідрологічна пам'ятка природи місцевого значення в Україні. Об'єкт природно-заповідного фонду Закарпатської області. 
Об'єкт розташований на території Свалявського району Закарпатської області, на північ від села Березники. 
Площа 2,34 га. Статус отриманий згідно з рішенням облвиконкому від 18.11.1969 року № 414 та рішенням облвиконкому від 23.10.1984 року № 253. Перебуває у віданні Березниківської сільської ради. 
Статус надано для збереження кількох невеличких озер, які дають початок одному з витоків річки Боржава. Озера розташовані в сідловині на захід від вершини гори Гемба (масив Полонина Боржава). 